# Съботска българска община
Съботската българска община е гражданско-църковно сдружение на българите екзархисти в Съботско, същестувала от 1907 до 1913 година. Нейно задължение е поддръжката на българските училища, читалище и църкви, както и заплатите на учителите в града. 
В 1906 или 1907 година в Съботско е учредена българска църковна община. В центъра на града е издигната голяма двуетажна сграда за училището и общината. Учители са Симеон Михайлов от Велес, възпитаник на Солунската гимназия, Фания Филева от Охрид и Георги Аладжов от Зарово.
До 1907 година българската община няма своя църква и се черкува в Цакони. На 10 март 1907 година Симеон Михайлов, Иван Попантонов – председател на българската община, и други българи отсядат в дома на Иван Цакончев в Цакони. На другия ден всички са избити от гръцки андарти.
По-късно учител в Съботско е Аврам Шилегов. През учебната 1909/1910 година учители в класното и основното училище са Георги Аладжов (главен учител), Аврам Шилегов, Никола Петров, Фания Филева и Иванка Янакиева.

## Председатели
- свещеник Иван П. Антонов (1906 – 1907)
- йеромонах Виктор (?)